# Tudorów (Ukraina)
Tudorów (ukr. Тудорів, Tudoriw; w latach 1946-2002 Fedoriwka) – wieś na Ukrainie, w obwodzie tarnopolskim, w rejonie czortkowskim. W 2025 roku liczyła 367 mieszkańców.
Została założona w 1442 roku.
W II Rzeczypospolitej wieś w powiecie kopyczynieckim województwa tarnopolskiego. W grudniu 1944 nacjonaliści ukraińscy z OUN-UPA spalili 40 Polaków, którzy schronili się w tutejszym drewnianym kościele.
Podczas wojny polsko-tureckiej w Tudorowie przebywał sułtan Mehmed IV w 1672.
We wsi znajduje się prawosławna cerkiew św. Mikołaja.
Do 2020 w rejonie husiatyńskim. 